# 香港語言學學會
香港語言學學會（英語：The Linguistic Society of Hong Kong，LSHK）於1986年3月8日在香港正式以社團登記的非牟利学术協會，其後獲認可為慈善社會組織。學會成員包括香港各大院校的教職員和研究生，以促進香港地區語言學的教研工作為首要目標，並於每年定期舉辦 Annual Research Forum 和粵語討論會(WOC)等研究交流活動。
香港語言學學會在1993年制定「香港語言學學會粵語拼音方案」（簡稱「粵拼」），是Unicode的漢字資料庫中，粵語發音欄目所採用的拼音方案 。
學會自2019年6月起舉辦粵音朗讀測試，為有需要的香港粵語母語及非母語人士提供粵音水平認證。
學會也是香港語言學奧林匹克比賽的贊助者。

## 外部連結
- 香港語言學學會(LSHK) （页面存档备份，存于） — 學會網站